# Vänermuseet

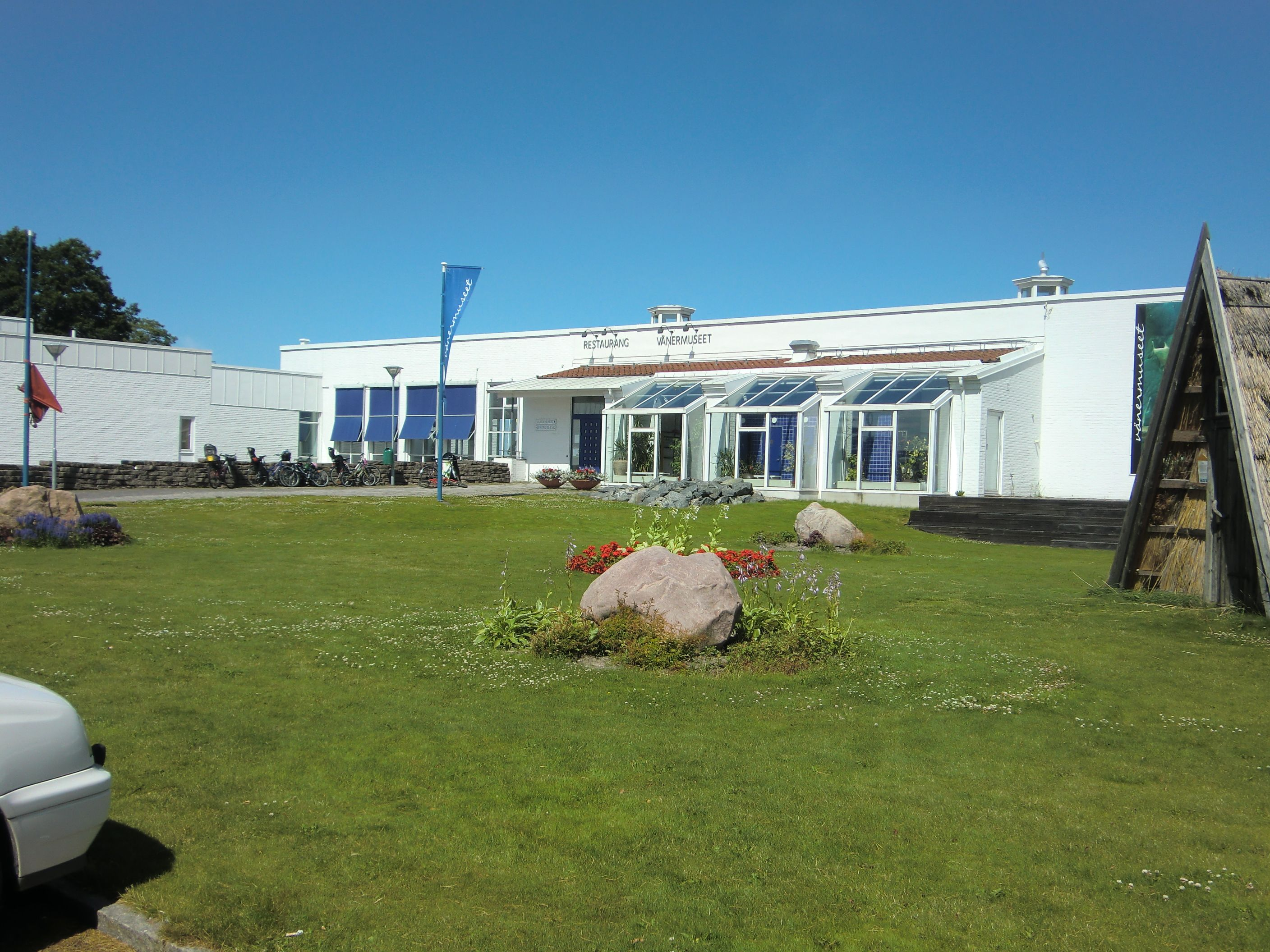
Vänermuseet i Lidköping.

Vänermuseet  är ett museum i Lidköping som speglar livet i, på och vid Vänern. Museet berättar också om Lidköping, och dess relation till andra städer och vattnet. 
Museet startade som ett hantverksmuseum i början av 1900-talet. Dess dåvarande chef, Benjamin Lidholm, började samla föremål runt sjöfart och fiske från 1930-talet och framåt. 1965 överläts samlingen av Lidköpings Hantverks- och Industriförening till Lidköpings kommun och museet flyttade in i det nybyggda Orionhuset vid Nya stadens torg. Samtidigt fick museet namnet Lidköpings Hantverks- och Sjöfartsmuseum. 1980 flyttade museet in i en egen byggnad, Gamla flickskolan, som byggts om för museets ändamål och då anställdes professionellt utbildad personal för första gången. 
Inriktningen mot vänersjöfart och fiske lades fast av den nya organisationen. 
När museets nuvarande byggnad vid Framnäs projekterades intensifierades arbetet runt Vänern som objekt för museets verksamhet och namnet ändrades till Vänermuseet i samband med invigningen av det nya museet 1996.
Vänermuseet drivs till större delen av Lidköpings kommun, men museet har också ett regionalt uppdrag och i det ingår att arbeta med Vänerns natur- och kulturarv och basutställningarna visar på integrationen mellan natur och kultur. Museet har också en rad tillfälliga utställningar med bland annat inriktning på Vänern.  
På Vänermuseet finns akvarier med fiskar från Vänern. I akvarierna visas också ullhandskrabban, en invasiv art som kommit till Vänern från Kina i olika fartygs ballastvatten.
Museet har verksamhet inom biologi, marinarkeologi, kulturhistoria med inriktning mot sjöfart, arkeologi m.m. Dessutom driver museet flera forskningsprojekt och är ett av få museer som arbetar i och med en gymnasieutbildning; Vänerprogrammet på De la Gardiegymnasiet i Lidköping.

## Bilder

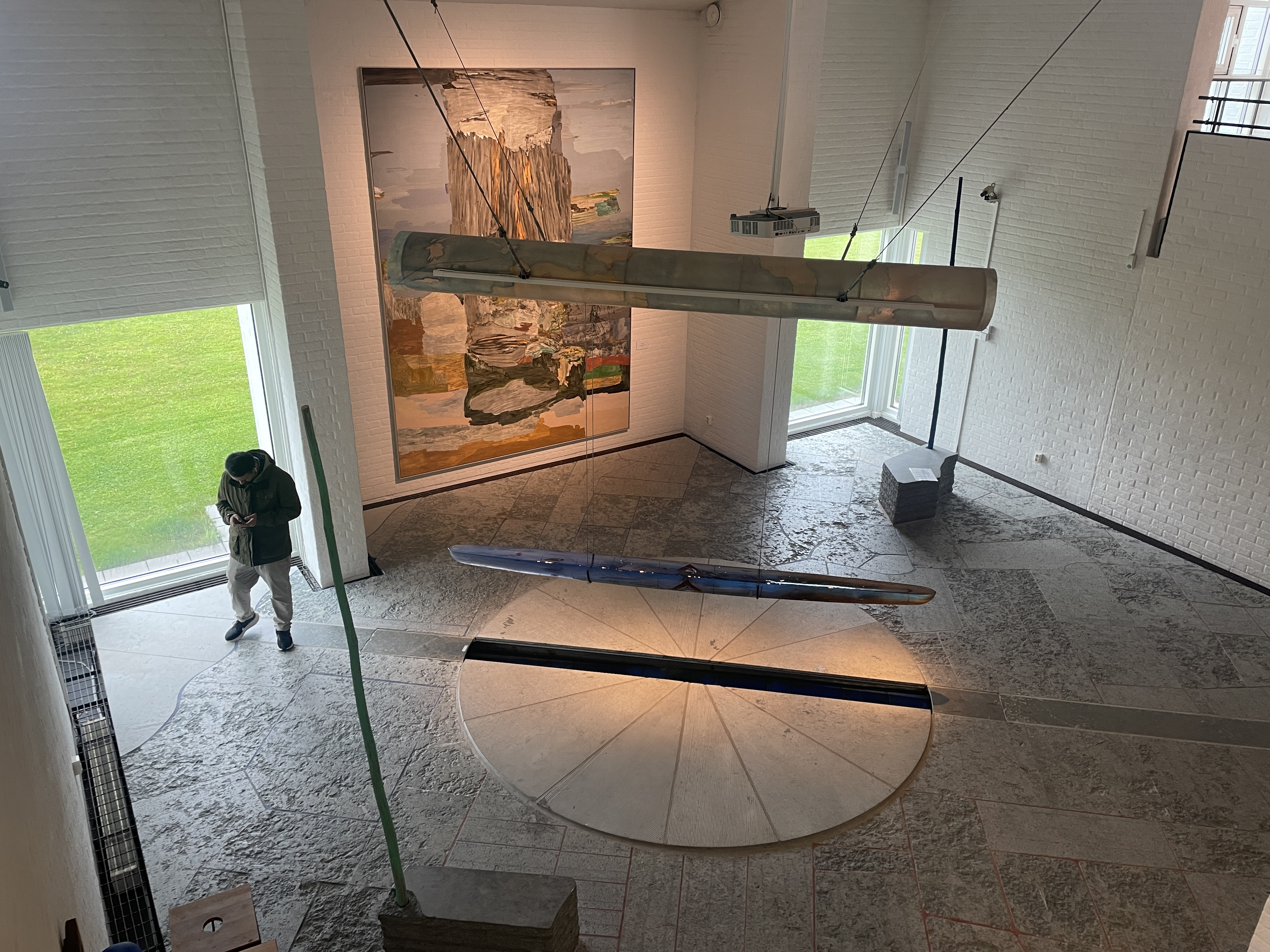
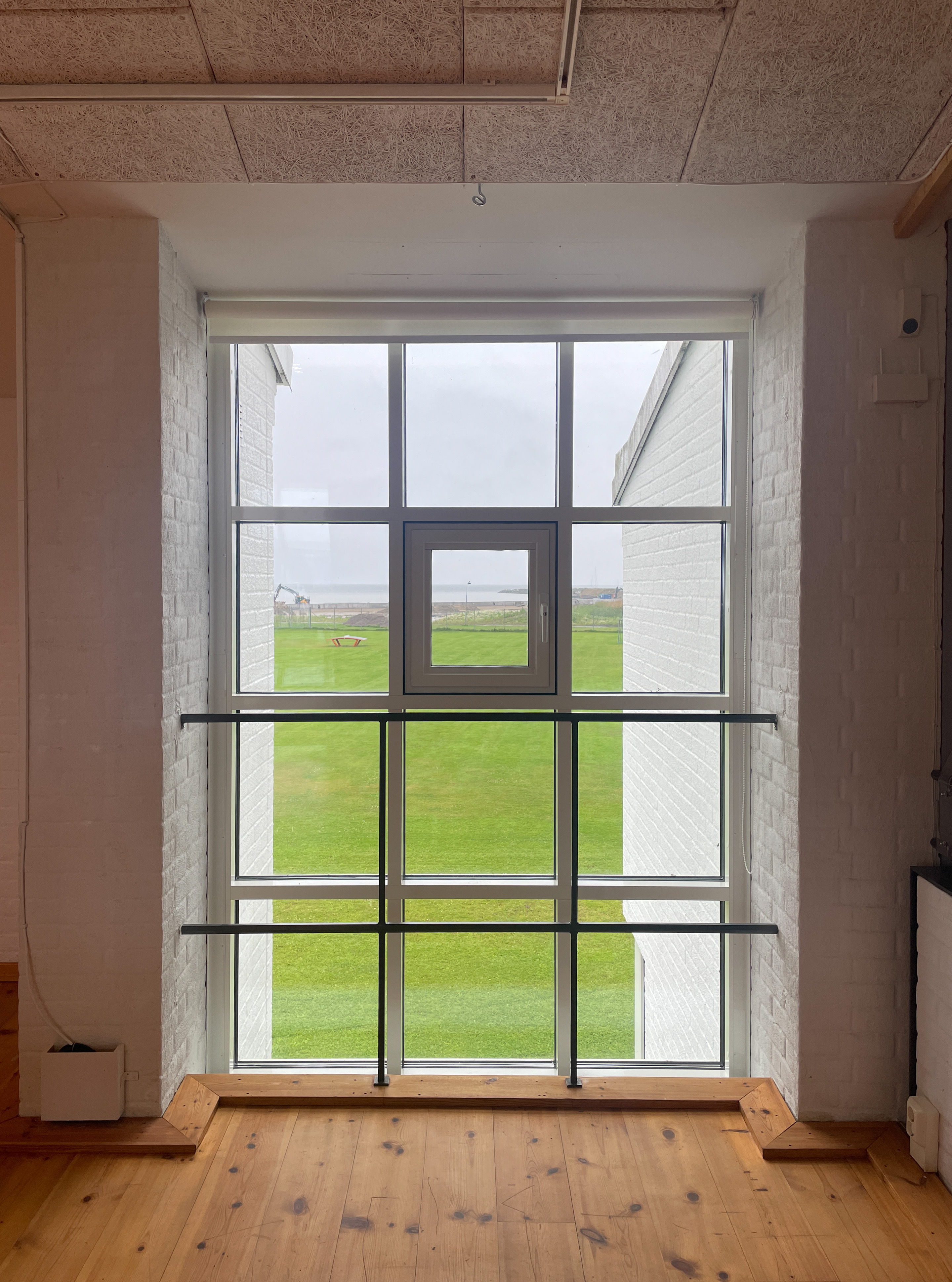
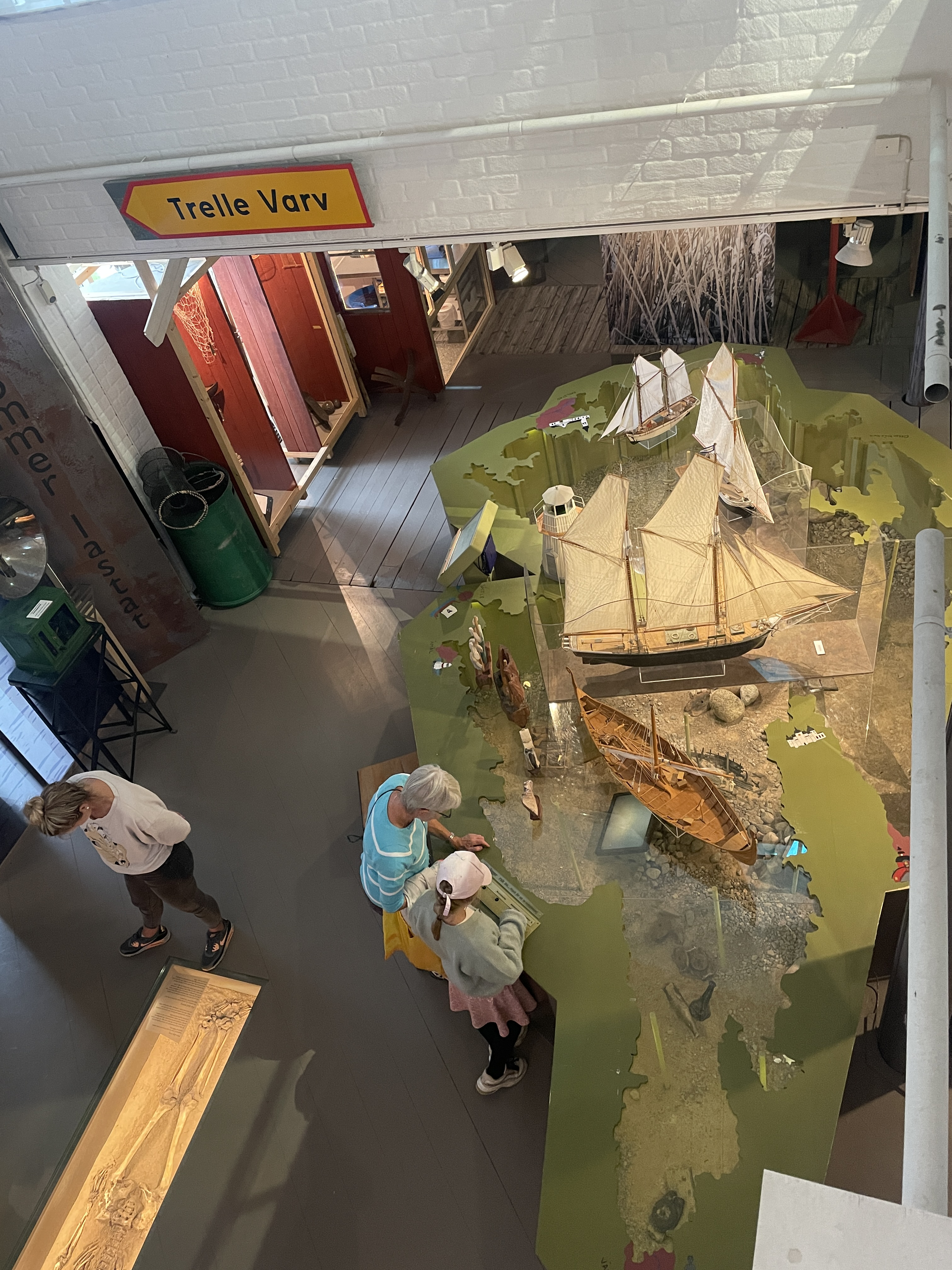
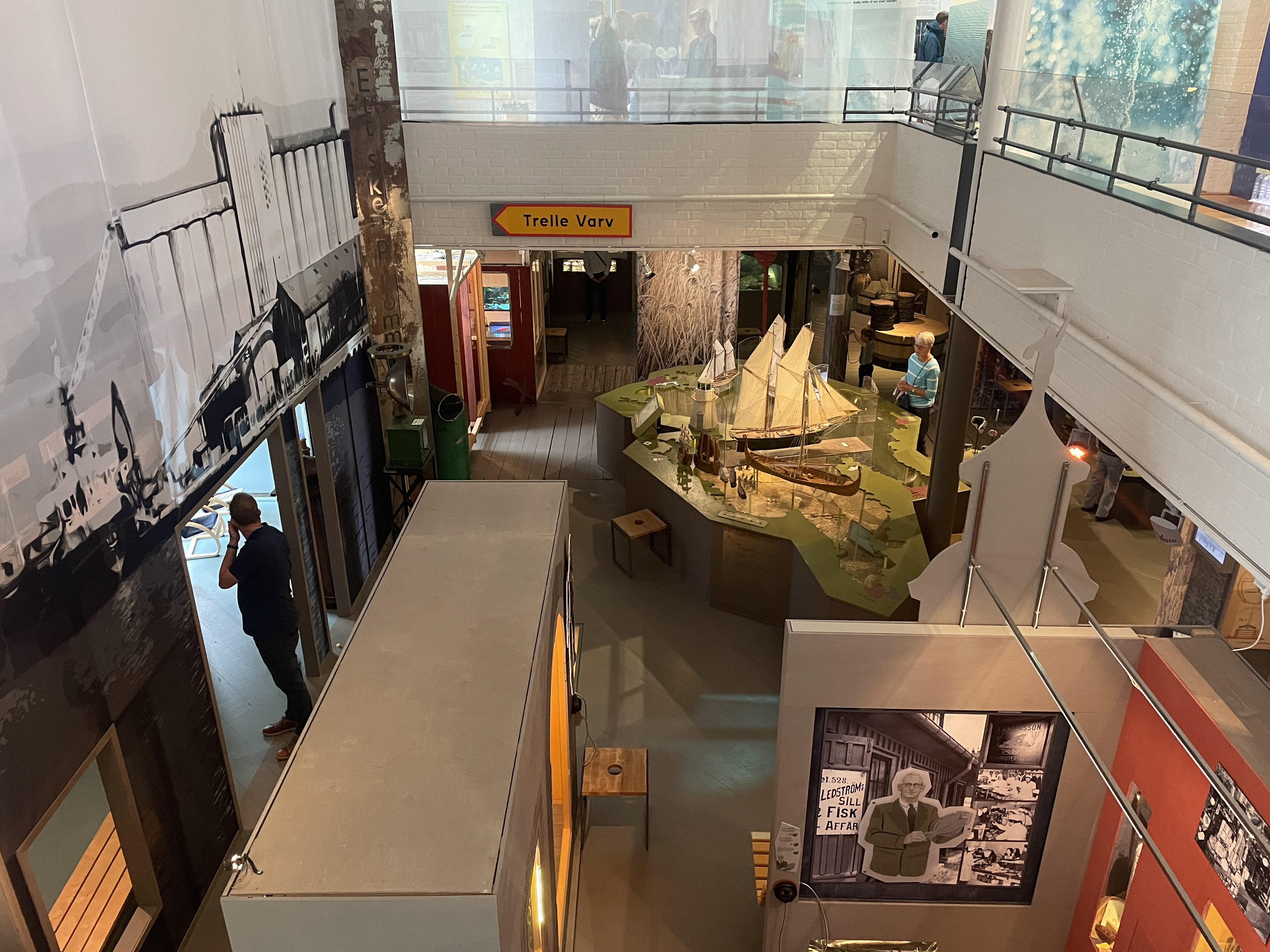
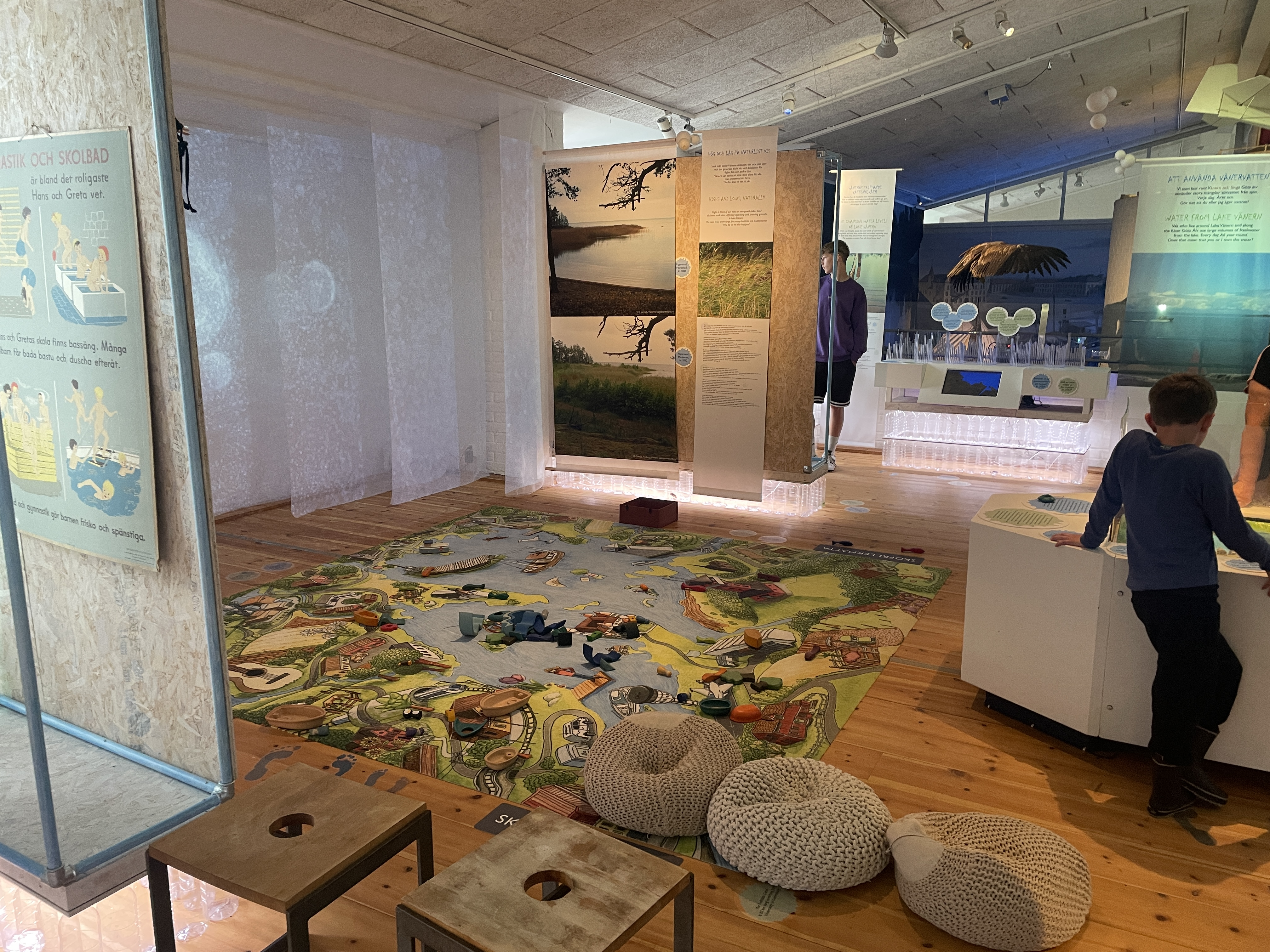